# Aluva
Aluva là một thành phố và khu đô thị của quận Ernakulam thuộc bang Kerala, Ấn Độ.

## Nhân khẩu
Theo điều tra dân số năm 2001 của Ấn Độ, Aluva có dân số 24.108 người. Phái nam chiếm 49% tổng số dân và phái nữ chiếm 51%. Aluva có tỷ lệ 87% biết đọc biết viết, cao hơn tỷ lệ trung bình toàn quốc là 59,5%: tỷ lệ cho phái nam là 87%, và tỷ lệ cho phái nữ là 87%. Tại Aluva, 10% dân số nhỏ hơn 6 tuổi.